# Список умерших в 1427 году

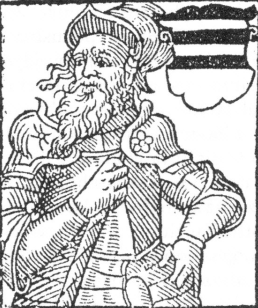
Викторин Бочек из Подебрад

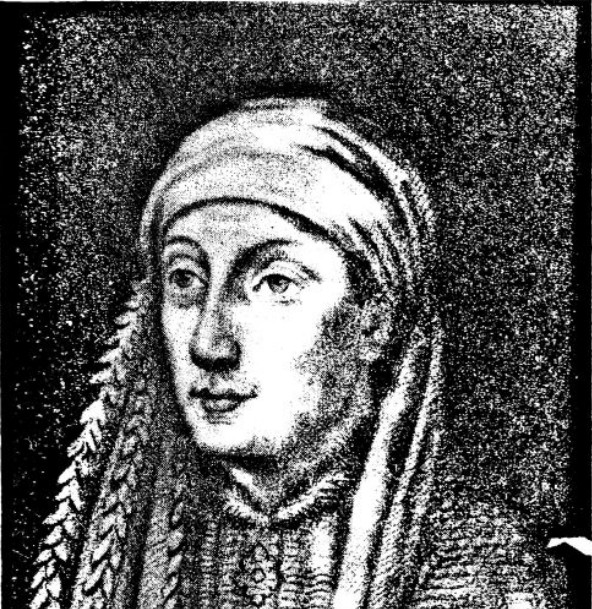
Жан IV

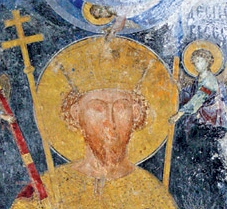
Стефан Лазаревич

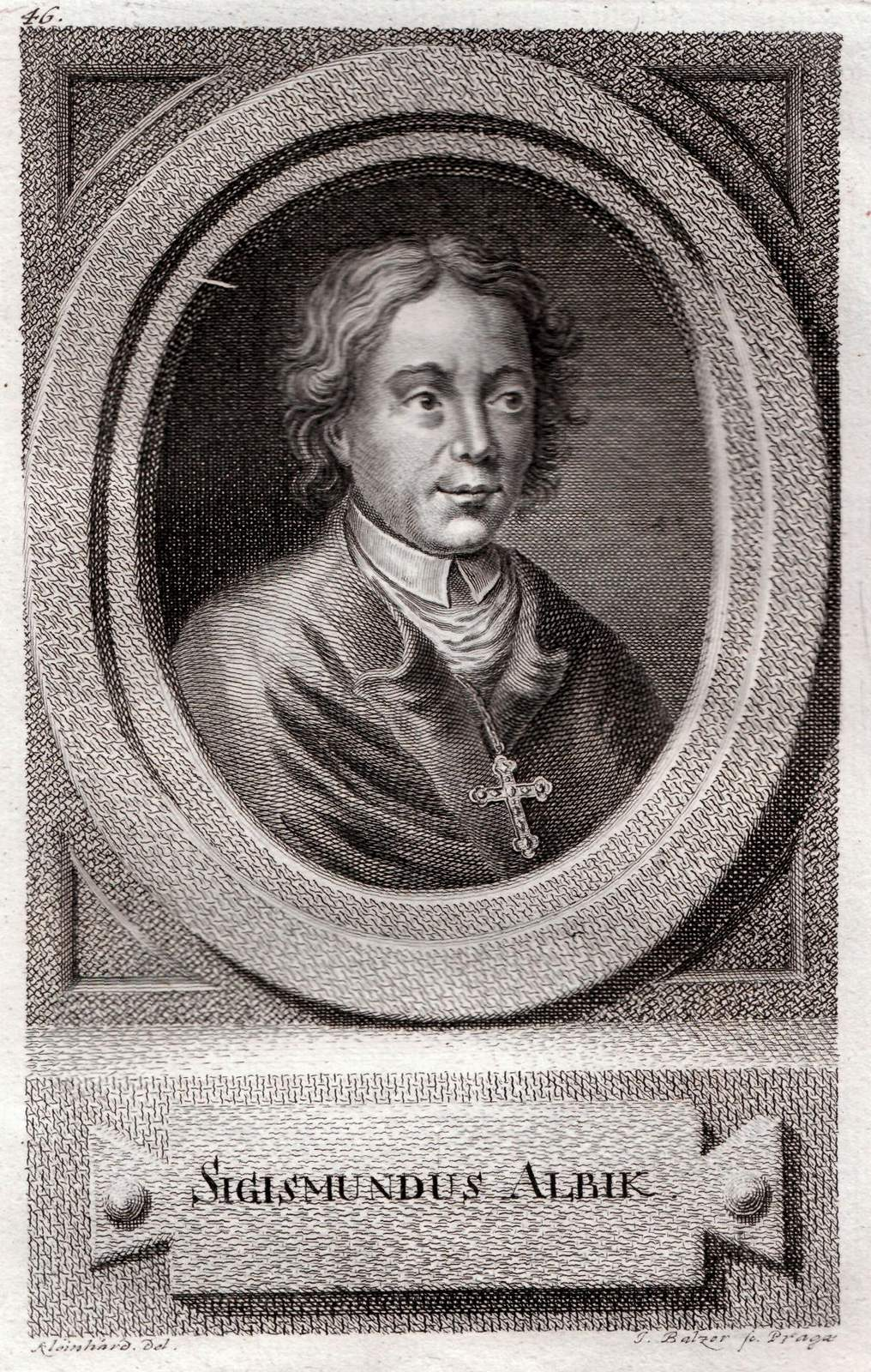
Сигизмунд Альбикус

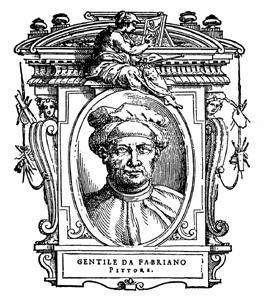
Джентиле да Фабриано

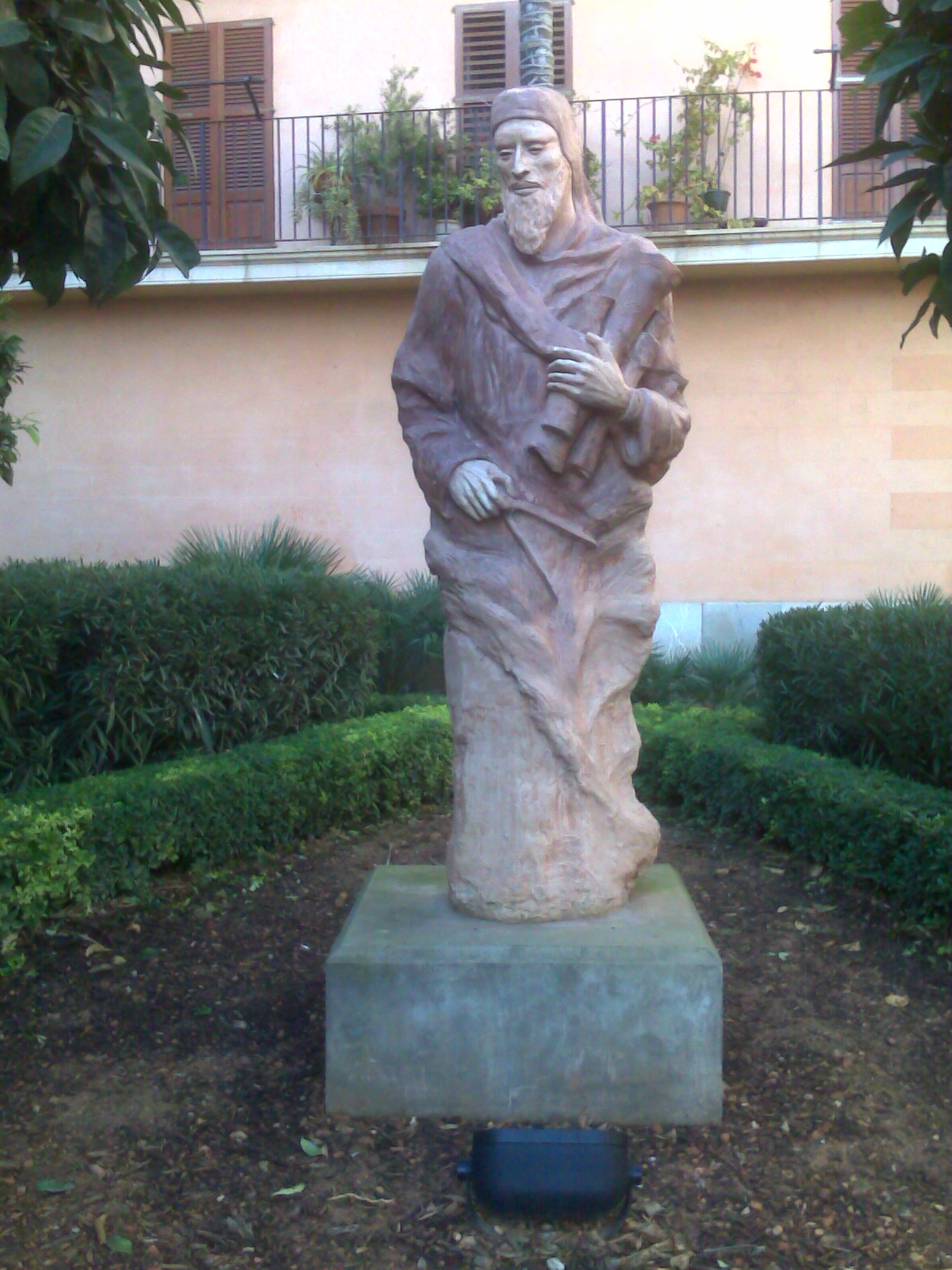
Иегуда Крескес

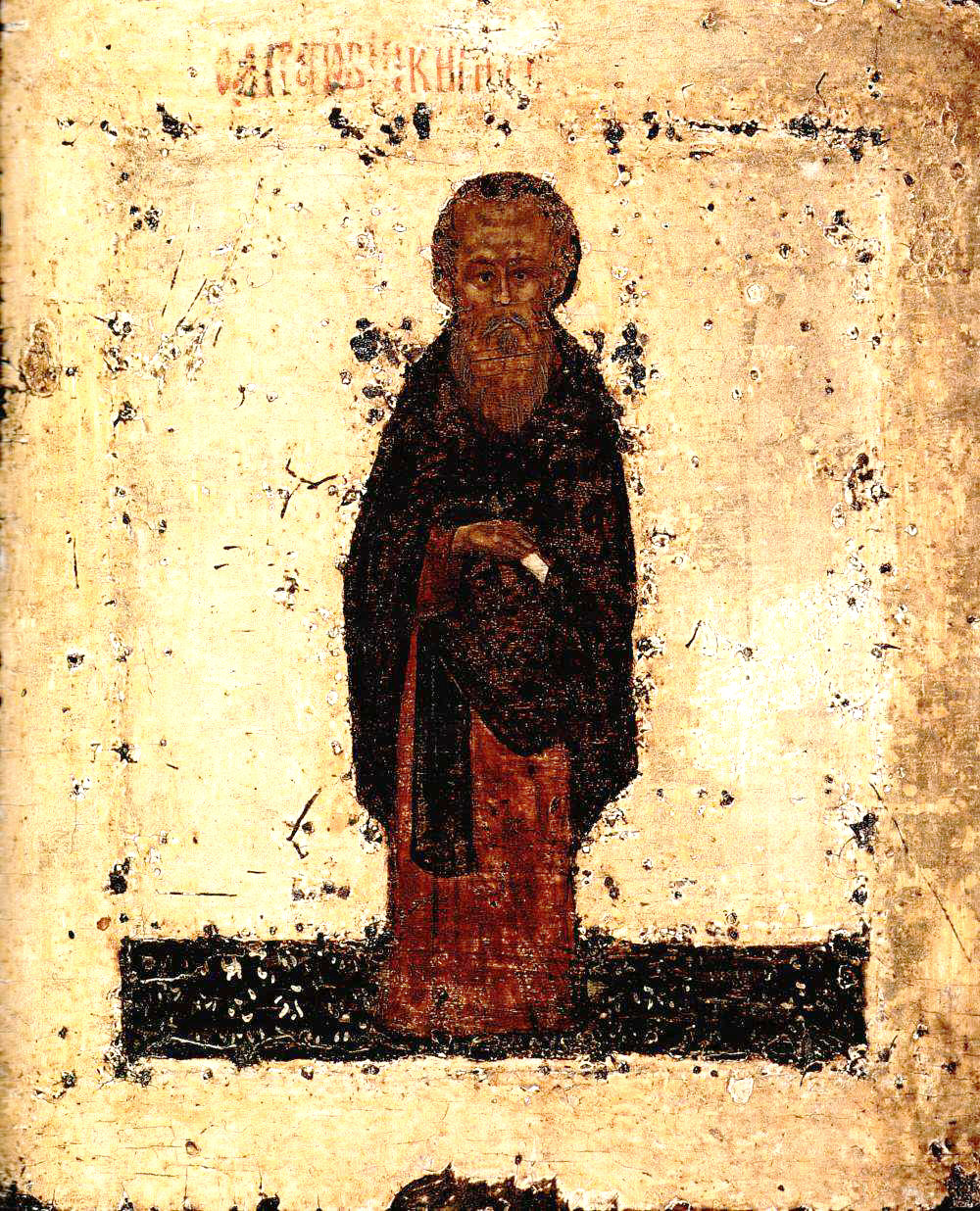
Кирилл Белозерский

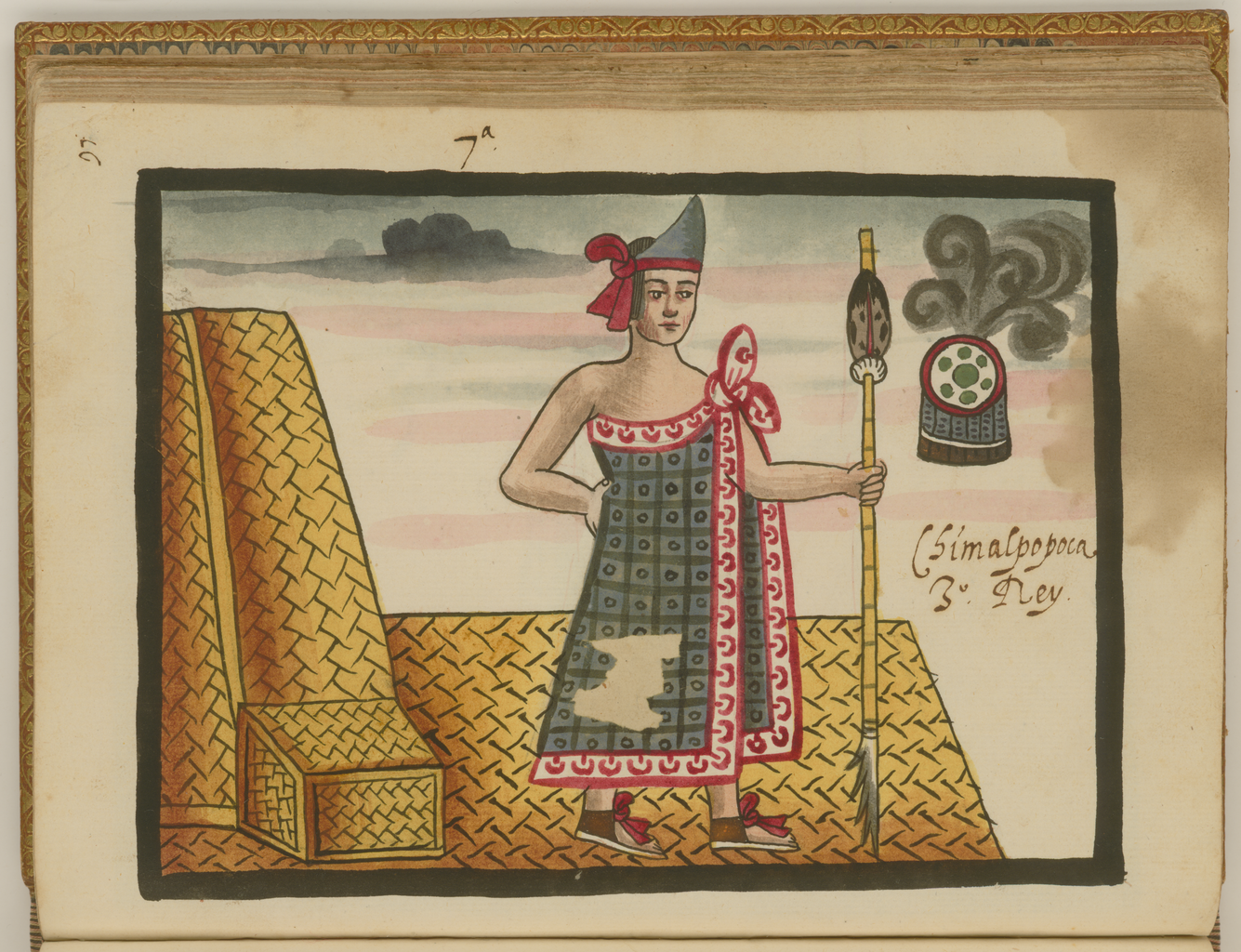
Чимальпопока

В этой статье представлен список известных людей, умерших в 1427 году.
См. также: Категория:Умершие в 1427 году

## Январь
- 1 января — Викторин Бочек из Подебрад — чешско-моравский аристократ из рода Подебрадов. Сторонник гуситов и отец короля Чехии Йиржи из Подебрад.

## Апрель
- 7 апреля — Уберто Дечембрио — ранний итальянский гуманист, писатель, переводчик.
- 17 апреля — Жан IV (23) — герцог Брабанта, герцог Лимбурга и маркграф Антверпена (с 1415), граф Эно (Геннегау) (под именем Жан II), граф Голландии и Зеландии (под именем Ян III) (с 1418).

## Май
- 7 мая — Томас ла Варр — английский аристократ, 5-й барон де Ла Варр (с 1398).
- 28 мая:
  - Генрих IV — граф Гольштейн-Рендсбурга и герцог-претендент Шлезвига (1404—1427); погиб в битве с датчанами во время осады Фленсбурга;
  - Эрих I — князь Грубенхагена (1383—1427).

## Июль
- 19 июля — Стефан Лазаревич — князь Сербии (1389—1402), первый деспот Сербии (1402—1427), святой Сербской церкви.
- 23 июля — Сигизмунд Альбикус — чешский религиозный деятель , архиепископ пражский (1412—1413), гуманист, врач, юрист, доктор права (дата смерти предположительна).
- 25 июля — Тройден II — князь Плоцкий, белзский, визненский и  равский (1426—1427)

## Сентябрь
- 3 сентября — Конрад VI Декан — князь Олесницкий, Козленский, Бытомский и Сцинавский (1416—1427, с братьями), декан (управляющий епархиальным округом) во Вроцлаве (с 1414)
- 9 сентября — Леонардо Кубелло — сардинский дворянин, 1-й маркиз де Ористано (1410—1427), граф Гочеано (1422—1427), сеньор-консорт Барбаджи ди Мандролизаи и Оллолаи (ок. 1412—1427), а также де-факто судья юдиката Арборея (1407—1409).
- Джентиле да Фабриано — итальянский живописец, крупнейший представитель  интернациональной готики в Италии.

## Октябрь
- 3 октября — Пандольфо III Малатеста (57) — итальянский кондотьер, сеньор Фано (1385—1427), сеньор Брешии (1404—1421), сеньор Бергамо (1407—1421).

## Дата неизвестна или требует уточнения
- Амори де Северак — барон де Северак, сеньор де Бокер и де Шод-Зэг, маршал Франции (с 1422), один из военачальников французской армии во время Столетней войны; убит в междоусобной борьбе за владения.
- Антуан — сеньор Монако, соправитель Монако  в Рокебрюне (1419—1427)
- Василий Владимирович — единственный удельный князь Перемышльский и удельный князь Углицкий (1410—1427); умер от чумы.
- Девлет-Берди, хан Крыма (1426—1427), хан Золотой Орды (1427), убит в междоусрбной борьбе.
- Джон Мор Танистер — шотландский дворянин, основатель клана Макдональд из Даннивега и Гленса, предок ирландского клана Макдоннеллов из Антрима; убит в междоусобной борьбе.
- Иегуда Крескес — еврейский картограф из Мальорки, директор обсерватории в Сагреше, положивший основание новейшей картографии своей известной картой мира, так называемой «Каталонской картой» (1375)
- Кирилл Белозерский — основатель Кирилло-Белозёрского монастыря, преподобный Русской церкви
- Мансур-бий — сын Едигея, бий Ногайской орды (с 1419); казнён по приказу Барак-хана
- Пьетро Цено — сеньор Андроса и Сироса (с 1384), венецианский дипломат.
- Софья Дмитриевна — старшая дочь великого князя московского Дмитрия Донского, великая княгиня рязанская (1402—1427), жена князя Федора Ольговича.
- Фёдор Ольгович — великий князь рязанский (1402—1427)
- Хаджи-Мухаммад — хан Золотой Орды (1419), хан Тюменского ханства (1420—1427); убит в междоусобной борьбе.
- Цюй Ю, китайский писатель.
- Чимальпопока — тлатоани Теночтитлана (1414—1427).
- Чокре, чингизид, хан Золотой Орды (1414—1416), ранее правитель Чинги-Туры (1407—1413).
- Томас Элмхем, английский хронист, монах-клюниец, один из летописцев Столетней войны, предполагаемый автор «Рифмованной книги о Генрихе V».